# Jello Tennis Classic 1990
Jello Tennis Classic 1990 — жіночий тенісний турнір, що проходив на закритих кортах з твердим покриттям в Індіанаполісі (США). Належав до турнірів 4-ї категорії в рамках Туру WTA 1990. Відбувся водинадцяте і тривав з 5 до 11 листопада 1990 року. Друга сіяна Кончіта Мартінес здобула титул в одиночному розряді й отримала 27 тис. доларів США.

## Фінальна частина

### Одиночний розряд
Кончіта Мартінес —  Лейла Месхі 6–4, 6–2
- Для Мартінес це був 3-й титул в одиночному розряді за сезон і 7-й — за кар'єру.

### Парний розряд
Патті Фендік /  Мередіт Макґрат —  Катріна Адамс /  Джилл Гетерінгтон 6–1, 6–1